# 赛克斯顿 (北达科他州)
赛克斯顿（英語：Sykeston），是美国北达科他州下属的一座城市。根据2010年美国人口普查，该市有人口117人。